# Xya schoutedeni
Xya schoutedeni är en insektsart som först beskrevs av Lucien Chopard 1933.  Xya schoutedeni ingår i släktet Xya och familjen Tridactylidae. Inga underarter finns listade i Catalogue of Life.